# Brunost
 (juin 2022).
Si vous disposez d'ouvrages ou d'articles de référence ou si vous connaissez des sites web de qualité traitant du thème abordé ici, merci de compléter l'article en donnant les références utiles à sa vérifiabilité et en les liant à la section « Notes et références ».
Le brunost (traduction littérale : fromage brun) est un terme générique pour désigner un type de fromage norvégien à pâte brune et au goût caramélisé.
Il ne s'agit pas d'un fromage au sens strict du terme, mais d'une réduction de petit-lait, additionné de lait ou de crème selon la variété.

## Histoire
Ce type de fromage est produit depuis au moins trois cents ans en Norvège. Ses origines pourraient même remonter bien plus loin d'après la découverte d'un pot d'argile lors de fouilles archéologiques dans le centre du Jutland, au Danemark, pouvant contenir les restes possibles d'une tentative ratée de fabrication de fromage.
La recette actuelle du Gudbrandsdalsost a été inventée par Anne Hov dans les années 1880.
Le Brun Geitost (fromage brun) fabriqué par Stordalen Gardsbruk - a obtenu la deuxième place ex aequo avec un Ossau Iraty AOP de la Fromagerie Agour au concours mondial de fromages 2018 (World Cheese Awards 2018).

## Variétés
Il en existe de nombreuses variations, dont les plus courantes sont:
- Gudbrandsdalsost: (traduction littérale: fromage de la vallée de Gudbrand) La recette traditionnelle à base de 10 à 12 % de lait de chèvre, le reste étant du lait de vache ;
- Ekte Geitost : (traduction littérale : vrai fromage de chèvre) fabriqué uniquement avec du lait de chèvre;
- Fløtemysost : au petit-lait enrichi à la crème, fait uniquement au lait de vache et au goût plus crémeux.

## Utilisation
Le brunost est parfois décrit comme proche du dulce de leche. Le goût sucré provient de la cuisson très prolongée du lactosérum jusqu'à ce qu'une réaction de Maillard se produise et que les sucres du lait se caramélisent. Le fromage brun ne subit aucun processus de maturation et se conserve au réfrigérateur pendant quelques mois.
C'est la pièce maîtresse du petit-déjeuner et du casse-croûte norvégien. Il se déguste découpé en tranches avec un ustensile spécial, ostehøvel (rabot à fromage, inventé en 1925), sur du pain noir, en sandwich ou sur des gaufres. Dans ce dernier cas, il sera accompagné de confiture de fruits rouges.
Il peut être aussi utilisé pour faire des sauces, particulièrement pour le gibier.